# Variable estadística
En estadística descriptiva, una variable estadística és una característica dels individus d'una població (en sentit ampli) que pot variar d'un individu a un altre. Les variables poden ser qualitatives si es refereixen a una característica que no pot ser mesurada, com el sexe o l'opinió política; o bé quantitatives si es poden mesurar, com l'alçada d'una persona o el nombre de germans.

## Introducció
La paraula que millor resumeix l'essència de l'Estadística és variabilitat. L'Estadística existeix perquè les persones tenim diferents alçades, o les respostes als tractaments mèdics són diferents. Aquesta variabilitat s'expressa en termes de variables estadístiques.
La nomenclatura de l'Estadística descriptiva comença amb els termes població que no té un sentit merament demogràfic, sinó al conjunt d'elements que estudiem: així una població pot estar formada per les persones que compren el diari, o bé pels cotxes fabricats per determinada marca. Els elements de la població s'anomenen individus o unitats estadístiques. És essencial que en començar un estudi estadístic la població estigui perfectament determinada.
Una variable estadística és una característica d'un individu de la població que estudiem. Definir amb total precisió les variables que intervenen a l'estudi és vital per assolir amb èxit als objectius proposats.

## Tipus de variables

### Variables qualitatives o categòriques
Una variable estadística es diu que és qualitativa o categòrica si no pot ser mesurada, com el sexe o l'opinió política. Els resultats possibles s'anomenen categories, modalitats o atributs. Cal que les modalitats siguin incompatibles, exhaustives i sense ambigüitat:
- Incompatibles: Un individu no pot tenir dues modalitats.
- Exhaustives: s'han de preveure totes les possibilitats.
- Sense ambigüitat, de cara a evitar errors de classificació.

Una variable qualitativa es diu que és dicotòmica si només pot prendre dos valors (per exemple, que només admeti les respostes SÍ o NO). Es diu ordinal si les categories possibles tenen un ordre natural, com el nivell d'estudis d'un individu: cap, estudis primaris, estudis secundaris, estudis universitaris. Si no hi ha una ordenació natural, aleshores es diu que són nominals. Però tots aquests noms depenen de la disciplina a la qual s'aplica l'estadística (medicina aplicada a les ciències de la salut, a l'economia, a la geografia, antropologia, etc.), i cal buscar en cada camp la corresponent terminologia estàndard.

### Variables quantitatives o numèriques
Una variable estadística es diu que és quantitativa o numèrica si es refereix a una característica que pot ser mesurada, com l'alçada o l'edat. Es distingeixen dues classes de variables quantitatives:
1. Variables discretes: Són aquelles que poden prendre un nombre finit de valors, com el nombre de germans, el nombre de persones que viuen en una llar. Normalment (però no sempre) els valors que prenen són nombres naturals.
2. Variables contínues: a priori poden prendre un nombre no numerable de valors, com qualsevol nombre en un interval dels nombres reals. Per exemple, l'alçada o el pes d'una persona. A la pràctica, però, la precisió dels aparells de mesura fan aquesta definició arbitraria i es considera una variable continua si pren un nombre gran de valors, la qual cosa obliga sempre a agrupar-los en classes. En particular, les mesures d'espai (longituds, superfícies), temps (edats), moneda (sous, volum de negocis) es consideren variables contínues.

Alguns autors reserven el nom variable estadística per al que hem anomenat variable quantitativa, i utilitzen el terme caràcters per referir-se tant a les qualitatives com quantitatives, i modalitats als possibles valors dels caràcters. La terminologia que hem presentat aquí, i que és la més habitual actualment, segueix els estàndards anglosaxons.

## Distribucions o taules de freqüències
Una variable estadística sempre es mostra acompanyada de la corresponent distribució o taula de freqüències.